# Windows on the World

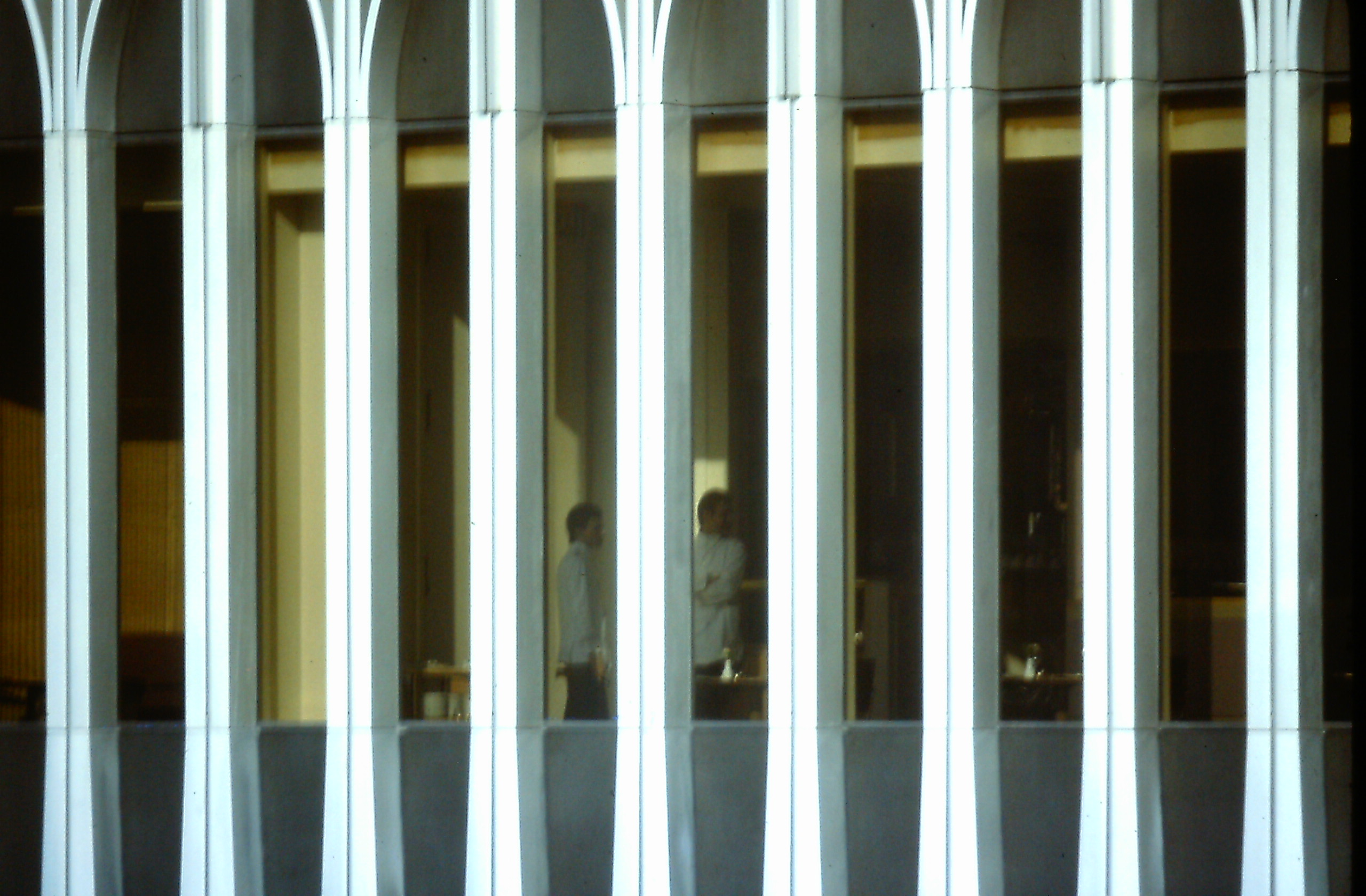
Windows on the world

Windows On The World was het restaurant op de 106e en 107e verdieping van de North Tower van het Amerikaanse World Trade Center in New York. Het werd in 1976 geopend en was sindsdien een groot succes. In 2000 werd er 37,5 miljoen dollar verdiend, hiermee was Windows on the World toen het succesvolste restaurant in de Verenigde Staten.
Op het moment van de aanslagen op 11 september 2001 werd er naast het gebruikelijke ontbijt een congres georganiseerd voor Risk Waters Group, het Waters Financial Technology Congress. Toen de toren na de aanslagen instortte, kwamen 73 restaurantmedewerkers, 16 Risk Waters Group-medewerkers en 71 congresbezoekers om.

## Na de aanslagen
Op 4 januari 2006 openden de resterende medewerkers een nieuw restaurant, genaamd Colors. Zij wilden zo hun overleden collega's eren. De naam en het menu zijn geïnspireerd door de etnische en culturele diversiteit van de vroegere personeelsleden.
De (vermoedelijke) gebeurtenissen in het restaurant op het moment van de aanslagen waren de inspiratiebron voor een boek van Frédéric Beigbeder, dat de naam Windows on the World kreeg. Het is het eerste boek waarin de gebeurtenissen op 11 september 2001 besproken werden. Er wordt literair ingegaan op de menselijke drama's die zich op die datum hebben afgespeeld.